# Scurry County
Das Scurry County ist ein County im Bundesstaat Texas der Vereinigten Staaten. Das U.S. Census Bureau hat bei der Volkszählung 2020 eine Einwohnerzahl von 16.932 ermittelt. Der Verwaltungssitz (County Seat) ist Snyder.

## Geographie
Das County liegt etwa 100 km nordwestlich des geographischen Zentrums von Texas und hat eine Fläche von 2350 Quadratkilometern, wovon 13 Quadratkilometer Wasserfläche sind. Es grenzt im Uhrzeigersinn an folgende Countys: Kent County, Fisher County, Mitchell County, Borden County und Garza County.

## Geschichte
Kartographiert wurde die Gegend erstmals 1849 durch den Hauptmann der United States Army Randolph B. Marcy. Im Jahr 1856 marschierten Truppen unter Robert E. Lee durch das heutige County, als sie gegen die Comanchen zogen. Nach der Deportation der Comanchen in das Indianerterritorium zogen Rancher und Büffeljäger in die Region. 1877 richtete William H. Snyder einen Handelsposten ein, um den herum eine kleine Siedlung wuchs.
Scurry County wurde 1876 auf Beschluss des Kongresses von Texas (Texas Legislature) aus Teilen des Bexar County gebildet. Die Verwaltungsorganisation wurde 1884 abgeschlossen; bis dahin gehörte es als Gerichtsbezirk zum Mitchell County. Benannt wurde es nach William Read Scurry, einem Juristen und General des Konföderierten Heeres.

## Demografische Daten

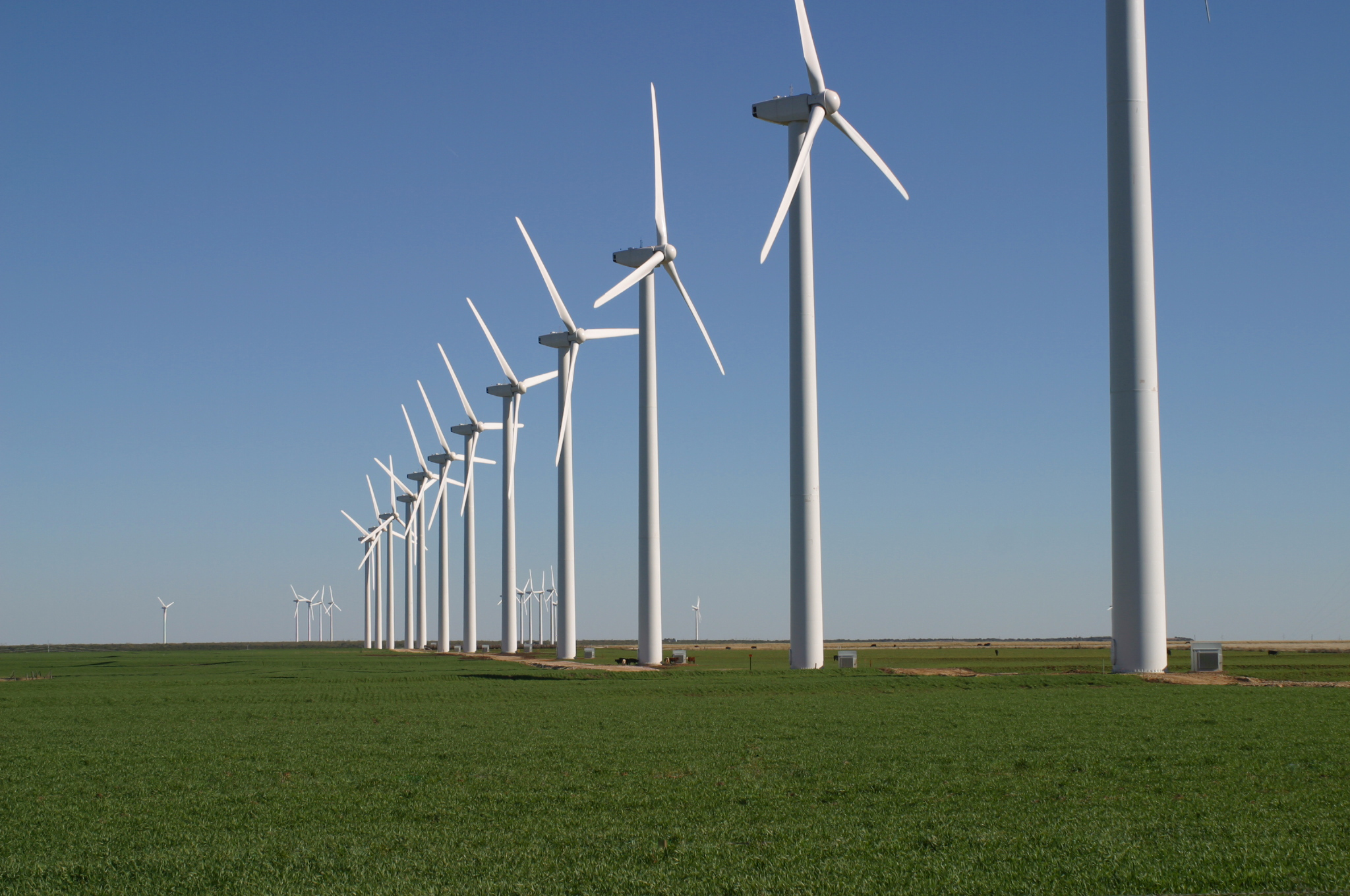
Die Green Mountain Wind Farm bei Fluvanna

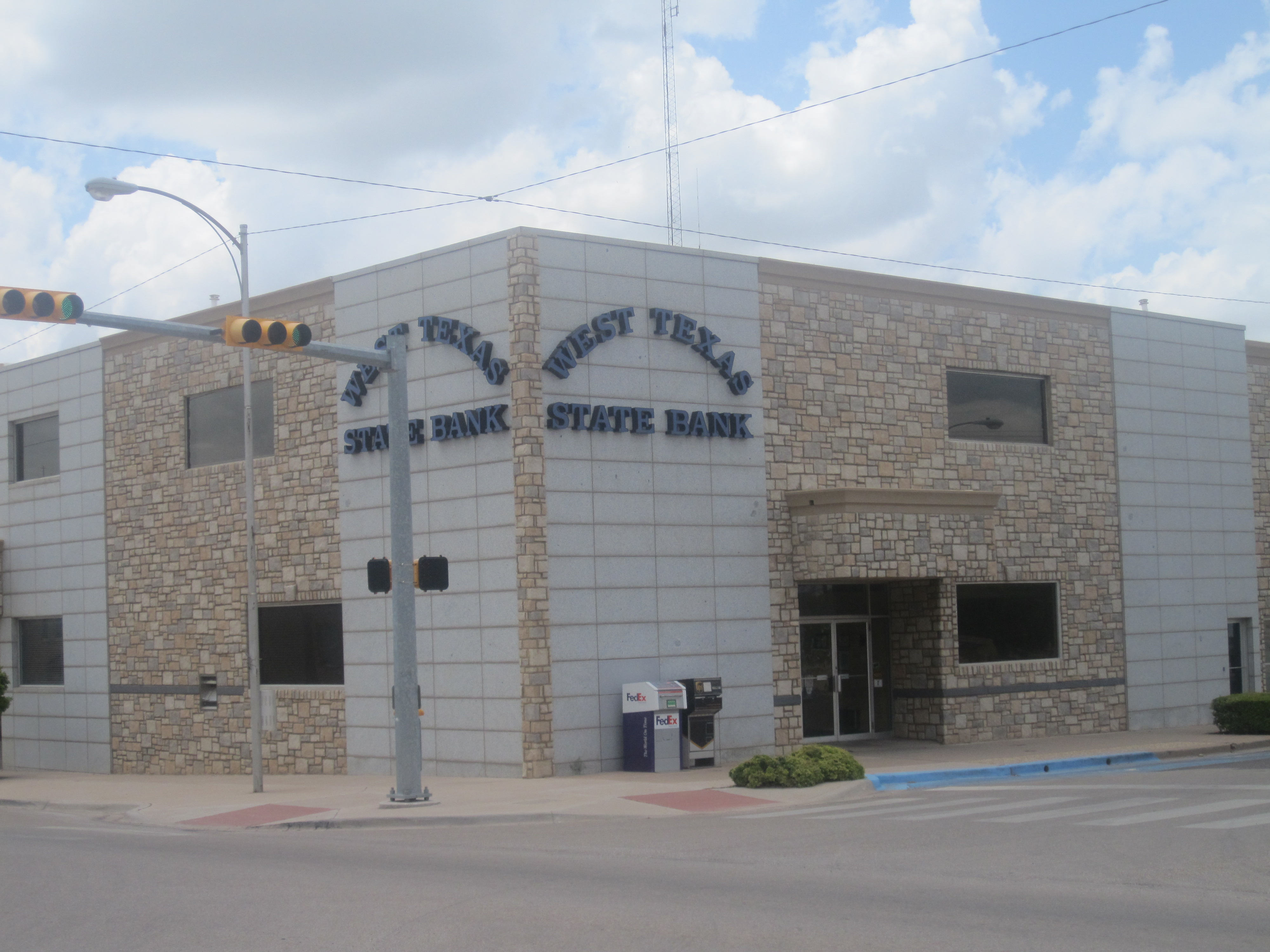
Die West Texas State Bank in Snyder

Nach der Volkszählung im Jahr 2000 lebten im Scurry County 16.361 Menschen in 5.756 Haushalten und 4.161 Familien. Die Bevölkerungsdichte betrug 7 Einwohner pro Quadratkilometer. Ethnisch betrachtet setzte sich die Bevölkerung zusammen aus 81,27 Prozent Weißen, 6,06 Prozent Afroamerikanern, 0,53 Prozent amerikanischen Ureinwohnern, 0,23 Prozent Asiaten und 10,51 Prozent aus anderen ethnischen Gruppen; 1,41 Prozent stammten von zwei oder mehr Ethnien ab. 27,77 Prozent der Einwohner waren spanischer oder lateinamerikanischer Abstammung.
Von den 5.756 Haushalten hatten 33,9 Prozent Kinder oder Jugendliche, die mit ihnen zusammen lebten. 58,4 Prozent waren verheiratete, zusammenlebende Paare 10,4 Prozent waren allein erziehende Mütter und 27,7 Prozent waren keine Familien. 25,1 Prozent waren Singlehaushalte und in 12,9 Prozent lebten Menschen im Alter von 65 Jahren oder darüber. Die durchschnittliche Haushaltsgröße betrug 2,55 und die durchschnittliche Familiengröße betrug 3,05 Personen.
25,2 Prozent der Bevölkerung war unter 18 Jahre alt, 10,7 Prozent zwischen 18 und 24, 26,2 Prozent zwischen 25 und 44, 22,4 Prozent zwischen 45 und 64 und 15,4 Prozent waren 65 Jahre alt oder älter. Das Durchschnittsalter betrug 37 Jahre. Auf 100 weibliche Personen kamen 107,8 männliche Personen und auf 100 Frauen im Alter von 18 Jahren oder darüber kamen 109,5 Männer.
Das jährliche Durchschnittseinkommen eines Haushalts betrug 31.646 USD, das Durchschnittseinkommen einer Familie betrug 38.467 USD. Männer hatten ein Durchschnittseinkommen von 30.399 USD, Frauen 18.061 USD. Das Prokopfeinkommen betrug 15.871 USD. 12,6 Prozent der Familien und 16,0 Prozent der Einwohner lebten unterhalb der Armutsgrenze.

## Städte und Gemeinden
| - Clairemont - Dermott | - Dunn - Fluvanna | - Hermleigh - Ira | - Snyder - Union |